# Santiago Ramón y Cajal
Pour les articles homonymes, voir Cajal.
Santiago Ramón y Cajal (1er mai 1852 à Petilla de Aragón, Navarre, Espagne - 17 octobre 1934 à Madrid, Communauté de Madrid, Espagne) est un histologiste et neuroscientifique espagnol, colauréat du prix Nobel de physiologie ou médecine en 1906 avec Camillo Golgi « en reconnaissance de leurs travaux sur la structure du système nerveux ».
C'est en affinant la technique d'imprégnation argentique mise au point par Golgi (et qui porte aujourd'hui le nom de celui-ci) qu'il contribua de façon décisive à la théorie neuronale en opposition avec la théorie réticulaire, soutenue par Golgi. Il mit en effet en évidence que les neurones étaient des entités cellulaires séparées par de fins espaces (que Sherrington nommera « synapses »), et non les fibres d'un réseau ininterrompu. Il est considéré comme l'un des pères des neurosciences.

## Biographie

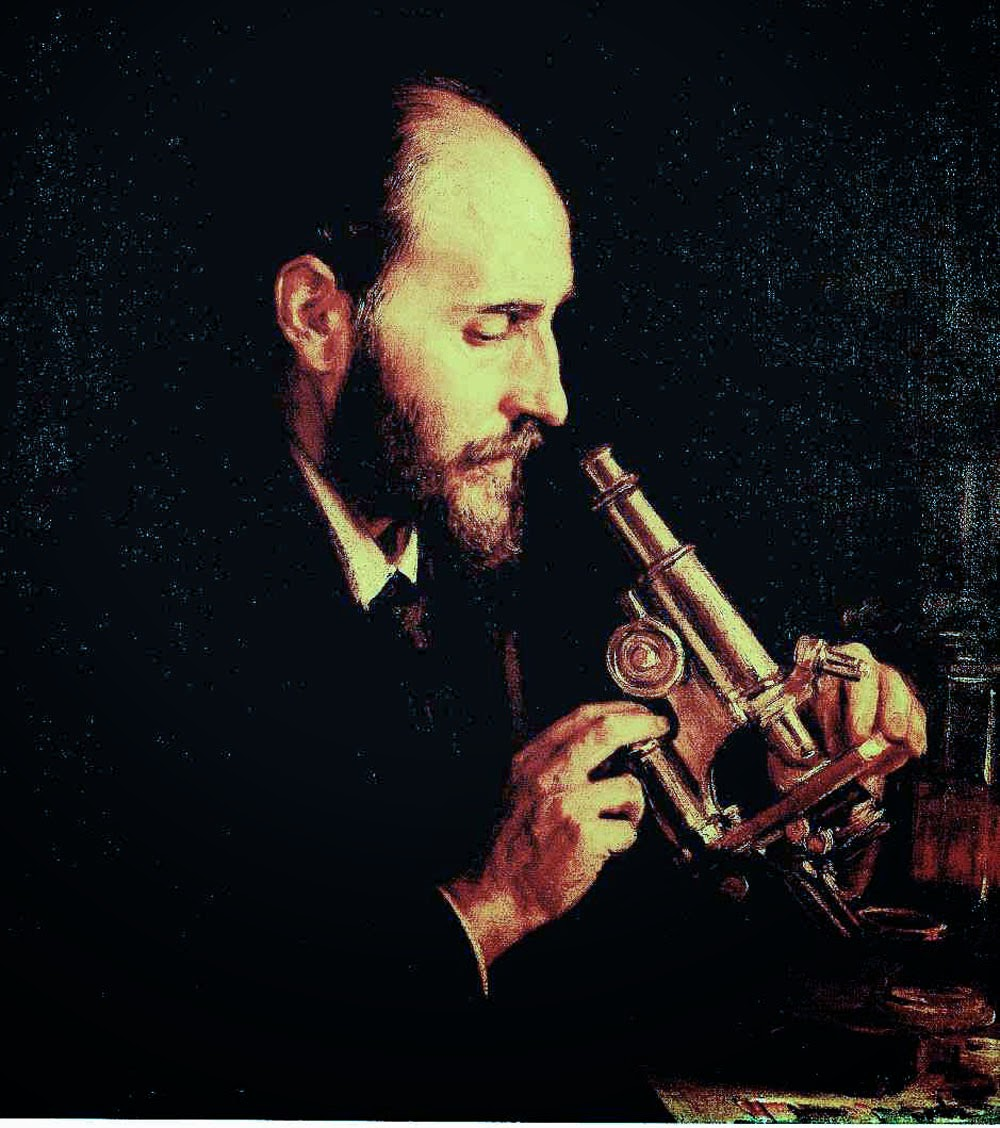
Portrait par Ricardo de Madrazo

Adolescent, il fait un apprentissage d'abord de coiffeur, puis de cordonnier. Il a un tempérament d'artiste, mais son père, qui est professeur d'anatomie appliquée à l'université de Saragosse, le pousse à étudier la médecine.
En 1873, il obtient son diplôme de médecine et commence à travailler comme médecin dans l'armée. En 1874, il participe à une expédition à Cuba où il contracte le paludisme. Dès son retour, il devient aide à l'école d'anatomie dans la faculté de la médecine de Saragosse (1875), puis directeur du musée de Saragosse (1879). En 1877, il obtient un doctorat de médecine à l'Université Complutense de Madrid et il est nommé professeur d'anatomie descriptive et générale à Valence en 1883. En 1887, il est nommé professeur d'anatomie pathologique à Barcelone avant de l'être à Madrid en 1892. En 1900-1901 il est directeur de l' « Instituto Nacional de Higiene » et des « Investigaciones Biológicas ».
Son fils Jorge Ramón y Cajal Fañanás a découvert les cellules de Fananas en 1916.

## Travaux scientifiques

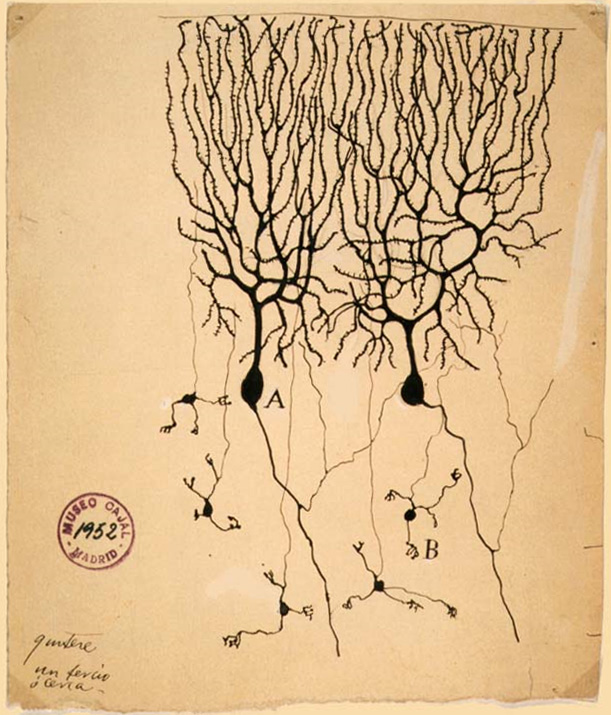
Description d'une cellule de Purkinje et les grains associés chez le pigeon

Ramón y Cajal a édité plus de cent articles dans les périodiques scientifiques français et espagnols, sur la structure fine du système nerveux et particulièrement celle du cerveau et du cordon médullaire, mais également sur des muscles et d'autres tissus, et sur divers sujets dans le domaine de la pathologie générale. Ces articles sont dispersés dans de nombreux journaux espagnols et diverses revues spécialisées d'autres pays (particulièrement en France). Quelques articles de Ramón y Cajal et de ses élèves paraissent en Espagne dans la Revista Trimestral de Histología normal y patológica dès 1888.

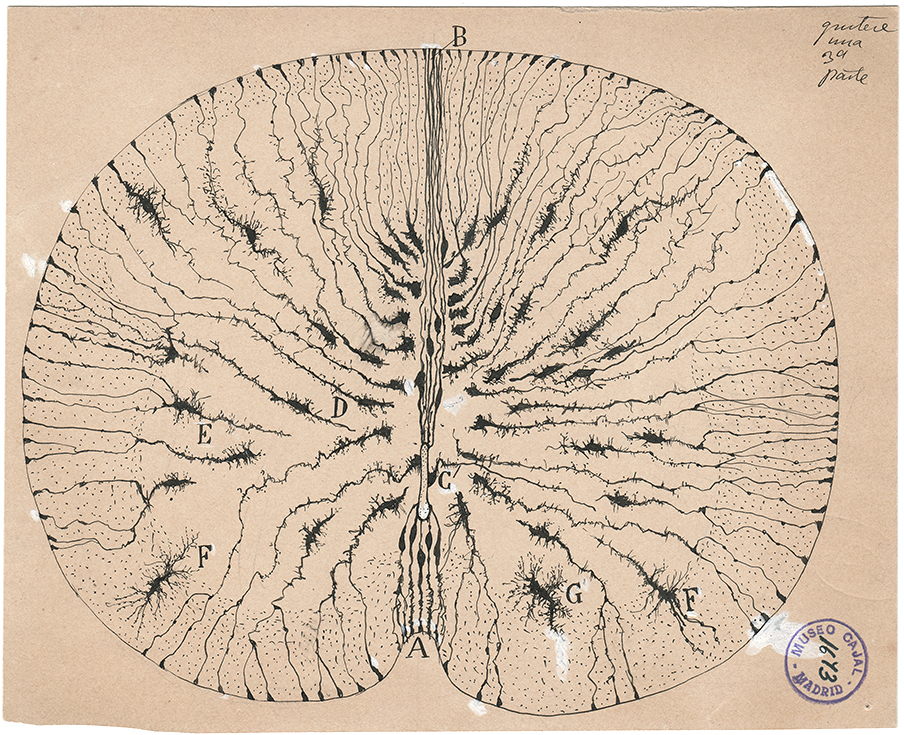
Cellules gliales de la moelle épinière de souris

Cajal est également l'auteur d'un livre de méthodologie scientifique, Reglas y Consejos sobre Investigación Científica

## Ramón y Cajal photographe
Ramón y Cajal  est passionné par la photographie. En 1878, il fabrique des plaques gélatino-bromure améliorant la sensibilité des clichés et diminuant les temps de pose. En 1890, il est nommé président honoraire de la Société royale de photographie de Madrid.
Très vite, il s'intéresse à la photographie couleur et à toutes les solutions naissantes à la fin du XIXe siècle. L’invention de la photographie interférentielle par Gabriel Lippmann attire son attention. De 1905 à 1908, il étudie au microscope des lamelles de Wilhelm Zenker dans les  plaques interférentielles et explique avec grande précision les processus permettant de capturer la lumière. Il rédige des publications sur les photographies couleurs,,,. Il réalise également de magnifiques photographies interférentielles, certaines avec des plaques de Hans Lehmann. En 1912, il publie le livre La fotografía de los colores: bases científicas y reglas práctica.

## Galerie de ses photos

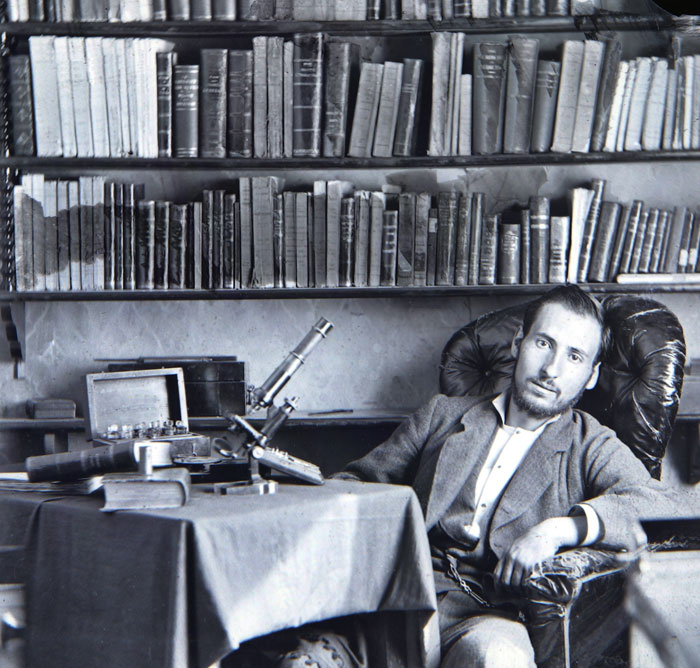
Autoportrait (1876)
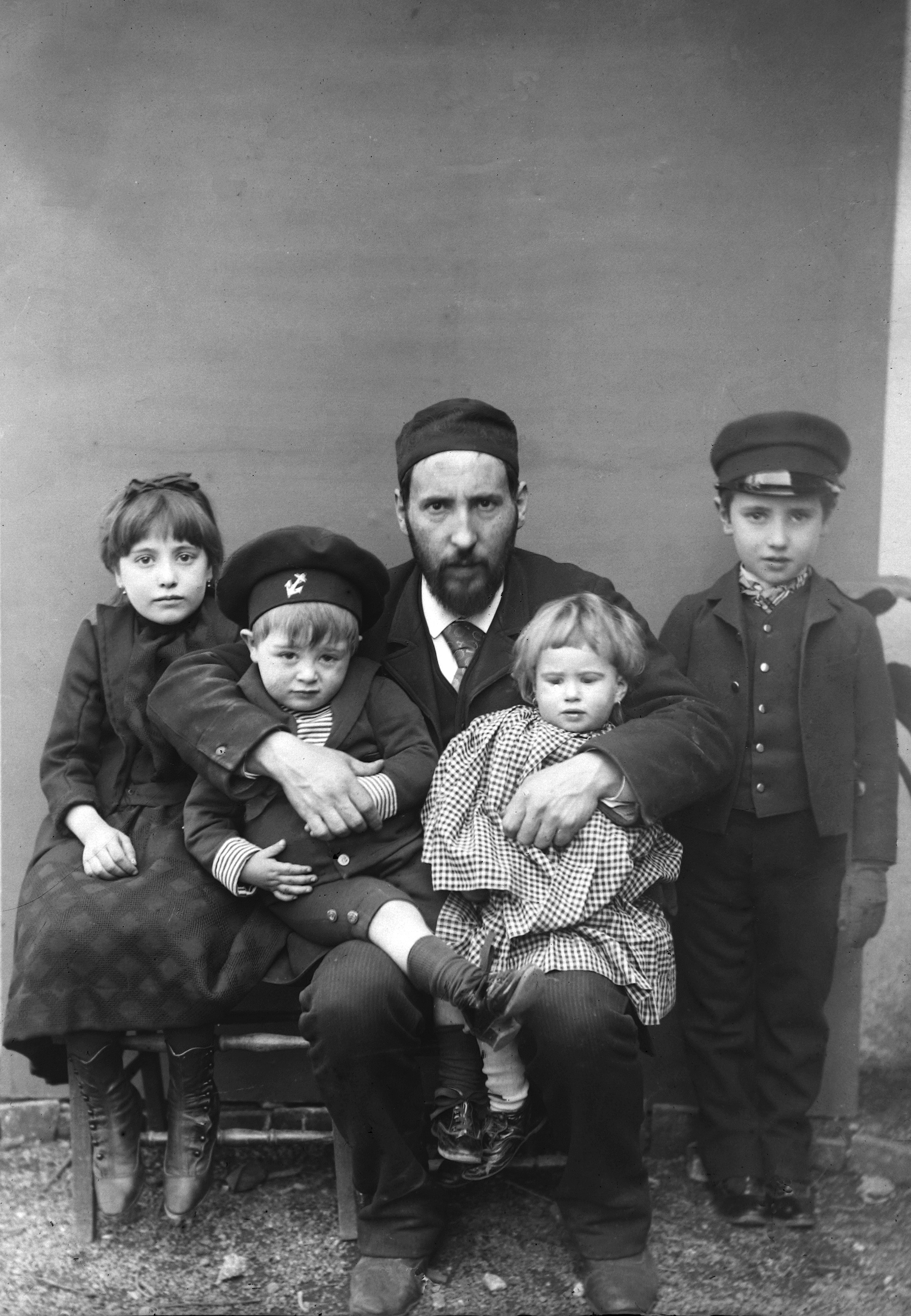
Autoportrait avec ses enfants (1889)
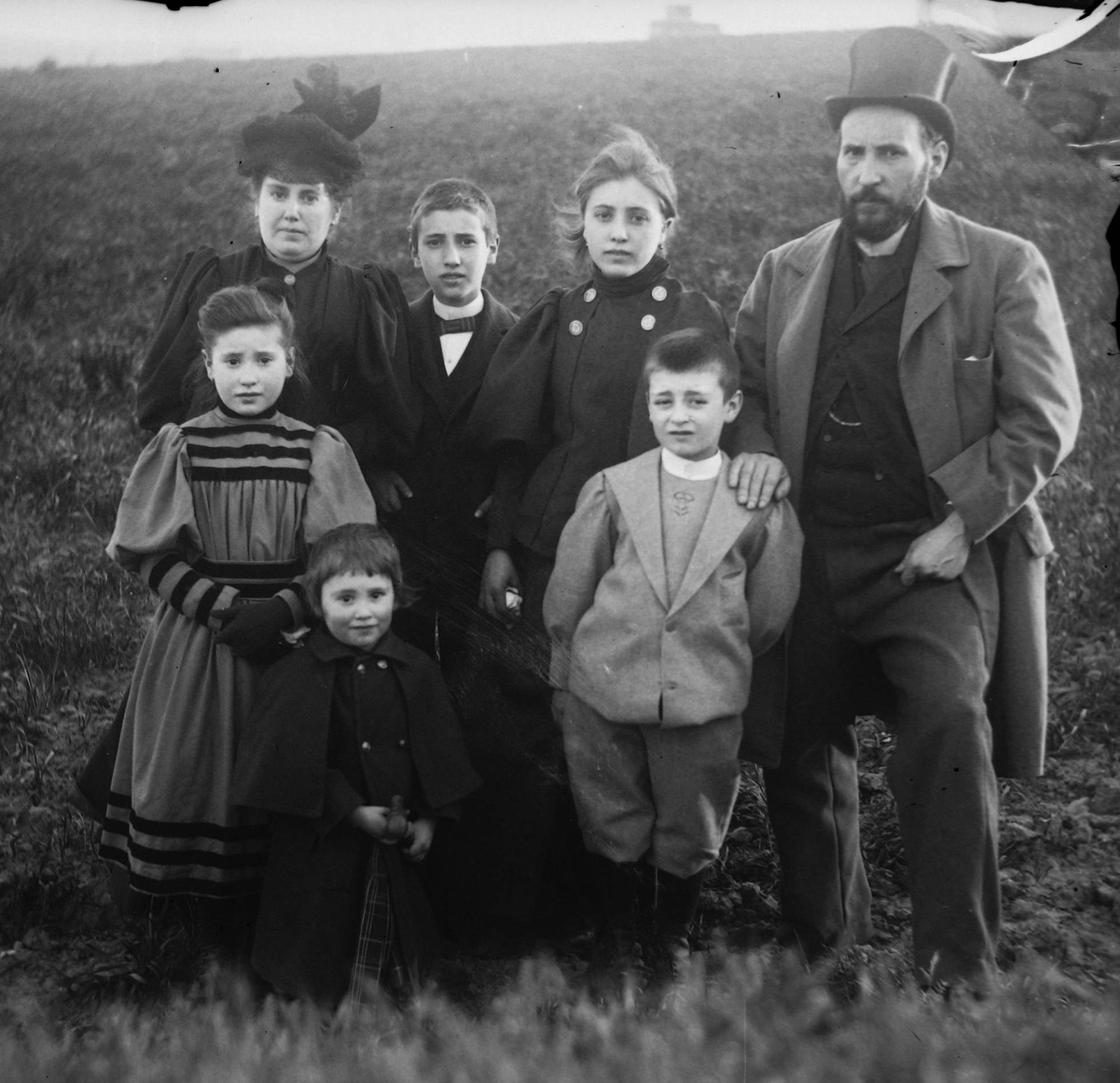
Autoportrait en famille (1895)
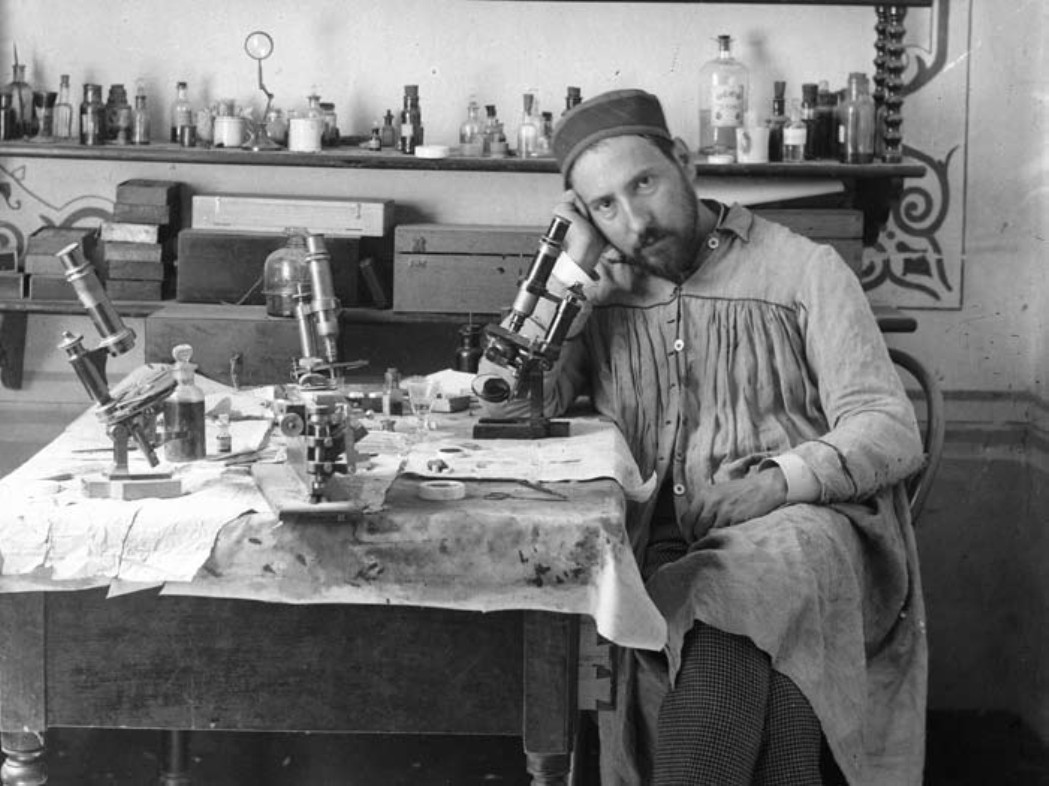
Autoportrait à Valence

## Distinctions
Santiago Ramón y Cajal fut :
- Membre de l'Académie royale des sciences exactes, physiques et naturelles espagnole (1895).
- Membre de l'Académie royale de médecine de Madrid (1897).
- Membre de la Société espagnole d'histoire naturelle et de l'Académie des sciences de Lisbonne (1897).
- Membre honorifique de l'Académie médicale et chirurgicale espagnole et également de plusieurs autres sociétés espagnoles.
- Prix Nobel de médecine en 1906.
- Membre étranger de la Royal Society en 1909.

Il est présenté dans un musée dans la ville d'Ayerbe.

## Œuvres et publications
Ses travaux scientifiques les plus importants sont :
- (es)Manual de Histología normal y Técnica micrográfica, 1889.
- (es)Elementos de Histología, 1897;
- (es)Manual de Anatomía Patológica General, 1890.
- Les nouvelles idées sur la fine anatomie des centres nerveux, 1894.
- (es)Textura del sistema nervioso del hombre y de los vertebrados, 1897-1899.
- (de)Die Retina der Wirbelthiere, 1894.
- Les nouvelles idées sur la structure du système nerveux chez l'homme et chez les vertébrés (Édition française revue et augmentée par l'auteur, traduite de l'espagnol par le Dr L. Azoulay), Reinwald & Cie (Paris), 1894[11]
- Histologie du système nerveux de l'homme et des vertébrés. Généralités, moëlle, ganglions rachidiens, bulbe et protubérances (traduction en français par le Dr Léon Azoulay), A. Maloine (Paris), 1909-1911, 2 vol[12].